# Rogelio Maldonado
Rogelio Maldonado Choque (La Paz, Bolivia; 27 de julio de 1972) Licendiado en Derecho, Ciencias Políticas y Politólogo, actualmente desempeña el cargo de Presidente de la Comisión Jurídica del Concejo Municipal de El Alto desde el 4 de mayo de 2022. 

## Biografía
Nació en la ciudad de La Paz el 27 de julio de 1972. Después de salir bachiller el año 1989, Maldonado ingreso a la vida laboral trabajando como transportista pero luego continuaría con sus estudios superiores entrando a estudiar la carrera de derecho en la Universidad Privada Franz Tamayo de la ciudad de La Paz de donde llegó a titularse como abogado de profesión. Así mismo, años después comenzó a estudiar también la carrera de ciencias políticas en la Universidad Pública de El Alto (UPEA) titulándose como politólogo en el año 2022.

### Concejal municipal de El Alto (2021-presente)
Maldonado ingresó a la vida política ya a sus 48 años de edad participando en las elecciones Subnacionales de 2021, cuando en representación del sector de los transportistas del Aeropuerto Internacional de El Alto, logra salir elegido como concejal municipal de la ciudad de El Alto en representación del partido político de Jallalla-LP, perteneciente al abogado Leopoldo Chui Tórrez.

#### Presidente del Concejo Municipal (2022-presente)
El 4 de mayo de 2022, Rogelio Maldonado fue elegido presidente del concejo municipal en reemplazo de la concejala Iris Flores Quispe (nacida el año 2000) que había ocupado dicho alto cargo con tan solo apenas 21 años de edad.